# اودیلون کاسونو
کوآکو اودیلون دورگلس کاسونو ([ɔdilɔ̃ kɔsunu]) (زاده ۴ ژانویه ۲۰۰۱)، بازیکن حرفه‌ای فوتبال است که در حال حاضر در پست مدافع برای بایر لورکوزن در بوندس‌لیگا، بالاترین سطح فوتبال آلمان بازی می‌کند.
کاسونو اصالتی ساحل عاجی دارد و پیش از بوندس‌لیگا در لیگ برتر فوتبال بلژیک و لیگ برتر فوتبال سوئد بازی کرده‌است.

## دوران حرفه‌ای

### سال‌های اولیه در ساحل عاج
کاسونو کار خود را در آکادمی ASEC Mimosas در ابیجان آغاز کرد. پس از آن‌که استعداد او در مسابقات جوانان Gothia Cup در سال ۲۰۱۶ کشف شد، ابتدا برای تمرین به باشگاه سوئدی هامارابی دعوت شد و پس از مدتی با این باشگاه قرارداد بست.

### هامارابی
در ۱۱ ژانویه ۲۰۱۹، اندکی پس از تولد ۱۸ سالگی، کاسونو قراردادی چهار ساله با هامارابی امضا کرد.
او اولین بازی رقابتی خود را برای این باشگاه در ۱۸ فوریه در جام حذفی فوتبال سوئد انجام داد و به متس سولهیم در پیروزی ۳ بر صفر مقابل باشگاه فوتبال واربرگس بویس یک پاس گل داد.
کاسونو در ادامه ۹ بازی در لیگ برتر فوتبال سوئد برای این باشگاه انجام داد که مهمترین آنها در تساوی ۲-۲ خانگی برابر نورشوپینگ بود که در انتهای آن بازی به عنوان بهترین بازیکن مسابقه انتخاب شد.
در ۸ مه ۲۰۱۹، هاماربی با باشگاه کلوب بروژ بلژیک برای انتقال کاسونو به توافق رسید که از اول ژوئیه همان سال اجرایی شد. باشگاه در انتقال این بازیکن رکورد شکست، طبق گزارش‌ها، مبلغی حدود ۴ میلیون یورو دریافت کرد که می تواند با توجه به پاداش ها، به علاوه بند فروش ۱۰ درصدی افزایش یابد.

### کلوب بروژ
در ۱ ژوئیه ۲۰۱۹، انتقال کاسونو به کلوب بروژ تکمیل شد. در اولین فصل حضور در این باشگاه، کاسونو مدال طلای لیگ برتر فوتبال بلژیک را به دست آورد، چرا که کلوب بروژ در آوریل ۲۰۲۰ صدرنشین لیگ بود و لیگ حرفه ای به دلیل دنیاگیری کووید-۱۹ با اعلام قهرمانی کلوب بروژ، زودتر از موعد به پایان رسید.

### بایر لورکوزن
در ۲۲ ژوئیه ۲۰۲۱، کاسونو با قراردادی ۵ ساله با مبلغ ۲۳ میلیون یورو به بایر لورکوزن پیوست.

### تیم ملی ساحل عاج
کاسونو اولین بازی خود را برای تیم ملی ساحل عاج در جریان تساوی دوستانه ۱ بر ۱ با بلژیک در ۸ اکتبر ۲۰۲۰ انجام داد.